# Большая Ляпуновка
Большая Ляпуновка — упразднённая деревня в Добровском районе Липецкой области России. На момент упразднения входила в состав Волченского сельсовета. Исключена из учётных данных в 2001 г.

## География
Деревня находилась в лесостепной зоне, к северуу от реки Делеховка (приток Вороны), на расстоянии примерно 2,5 километра (по прямой) к северо-востоку от села Волчье, административного центра сельского поселения.

## История
Деревня упразднена постановлением главы администрации Липецкой области от 09 июля 2001 года № 110.